# Lepteria parallela
Lepteria parallela är en fjärilsart som beskrevs av Paul Dognin 1914. Lepteria parallela ingår i släktet Lepteria och familjen nattflyn. Inga underarter finns listade i Catalogue of Life.